# SPL Princess Anastasia (паром)
MOBY SPL Princess Anastasia (ранее Bilbao (2010—2011), Pride of Bilbao (1993—2010), построен как Olympia (1986—1993)) — круизный паром компании St. Peter Line, который с 31 марта 2011 года по 15 ноября 2019 совершал регулярные рейсы по маршруту Санкт-Петербург — Хельсинки — Стокгольм — Таллинн — Санкт-Петербург. 
Для иностранных пассажиров парома MOBY SPL Princess Anastasia, как и для пассажиров парома Princess Maria, при выполнении ими требований о приобретении на пароме ваучера на City Bus Tour и подтверждения бронирования гостиницы на 72 часа не требуется виза при посещении России сроком на 72 часа.
Паром переименован в честь расстрелянной большевиками в 1918 году великой княжны Анастасии Николаевны (1901—1918), самой младшей из четырёх дочерей императора Николая II. Анастасия не имела официально титула «принцесса» (титул «великая княжна» обычно выглядит по-английски как Grand Duchess).
Судном-близнецом является знаменитая Mariella пароходства Viking Line.

## История

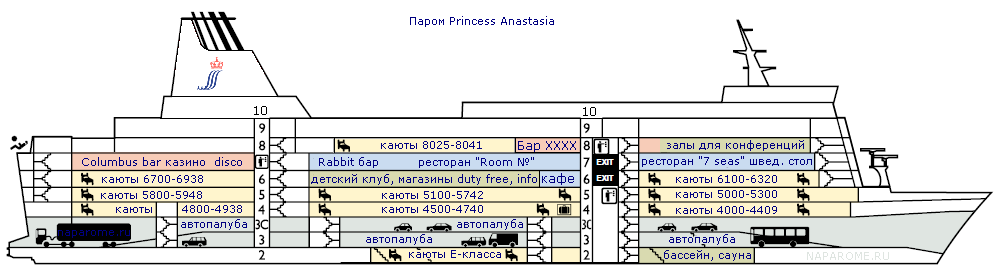
Схема парома

Паром MOBY SPL Princess Anastasia, первоначально Olympia (1986—1993), затем Pride of Bilbao (1993—2010) и Bilbao (10.-12.2010), был построен в 1986 году компанией Wärtsilä на верфи в Турку, Финляндия для компании Rederi AB Slite (входящую в состав Viking Line). Судно было заказано 10 сентября 1984 г., киль заложен 1 апреля 1985 г. и 31 августа 1985 г. судно было спущено на воду. С 29 апреля 1986 г. паром под именем Olympia и с надписью Viking Line на борту начал совершать регулярные рейсы на линии Хельсинки — Стокгольм.
В 1993 г. судно было продано и переименовано в Pride of Bilbao, до 2008 г. было зарегистрировано в Портсмуте, а с ноября 2008 г. в Нассау на Багамах. Судно обслуживало пассажиров на линии Портсмут-Бильбао до её закрытия в сентябре 2010 г.
В декабре 2010 года паром приобрела компания St. Peter Line для использования на новой линии Стокгольм — Таллин — Санкт-Петербург с началом навигации в конце марта 2011 года Отныне модифицированное в январе 2011 г в Литве судно именуется MOBY SPL Princess Anastasia.
С 4 августа 2011 года судно в рамках программы «Балтийские столицы» в течение недели следует по маршруту Санкт-Петербург — Стокгольм — Санкт-Петербург — Хельсинки — Мариехамн — Стокгольм — Таллин — Санкт-Петербург. В связи с большим интересом эстонских туристов к посещению Санкт-Петербурга с 12 сентября 2011 года введён недельный маршрут Санкт-Петербург — Таллин — Стокгольм — Санкт-Петербург — Хельсинки — Мариехамн — Стокгольм — Таллин — Санкт-Петербург, в рамках которого появился полноценный круиз Таллин — Санкт-Петербург — Таллин, если взять за отправную точку отправление в воскресенье из Таллина, что позволило эстонским турфирмам организовывать для гостей эстонской столицы также однодневные безвизовые рейсы в Санкт-Петербург.
6 ноября 2019 года в Стокгольме с паромом случился инцидент, из-за которого с 15 ноября 2019 паром перестал осуществлять перевозки по Балтийскому морю.

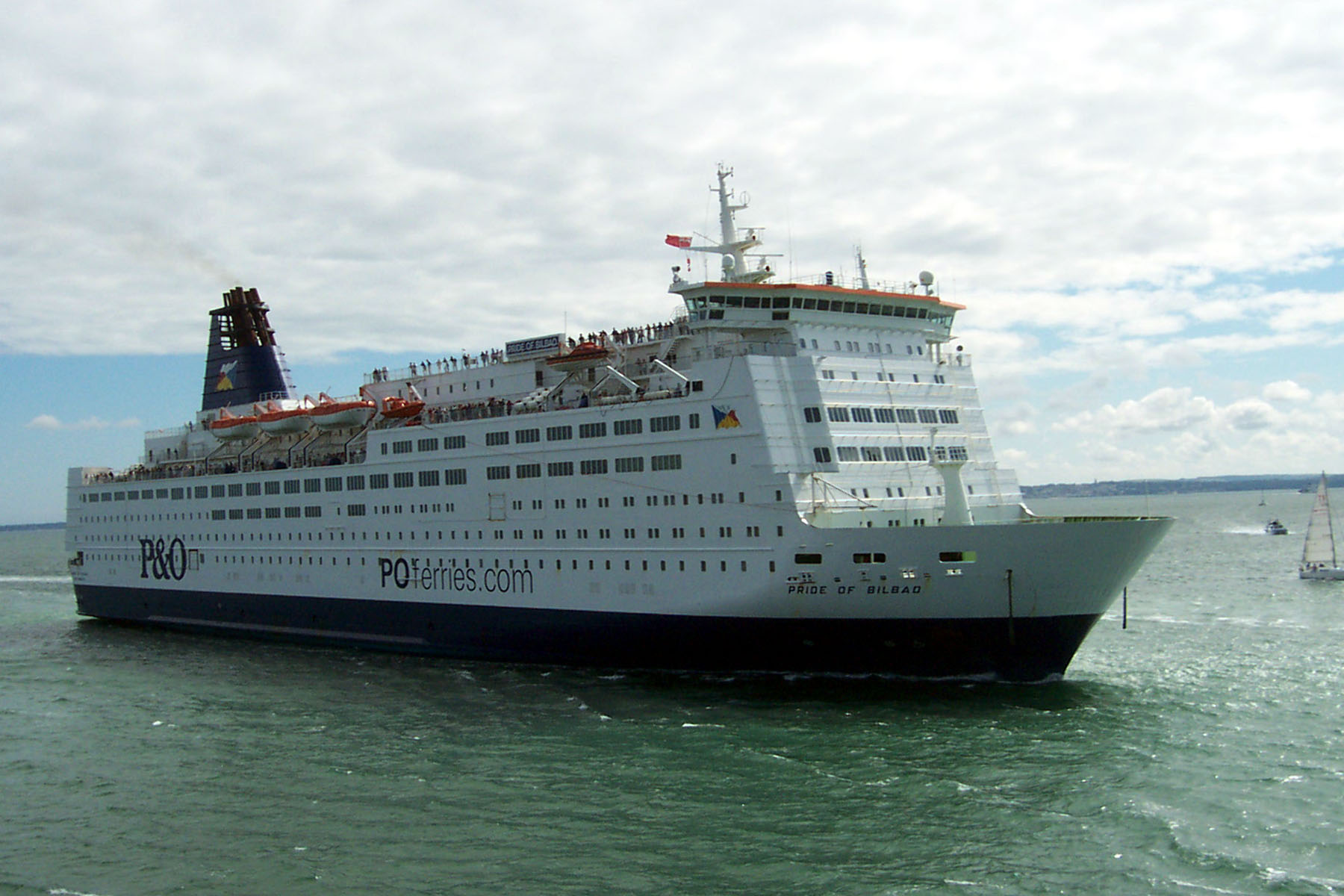
Судно MOBY SPL Princess Anastasia ранее называлось Pride of Bilbao
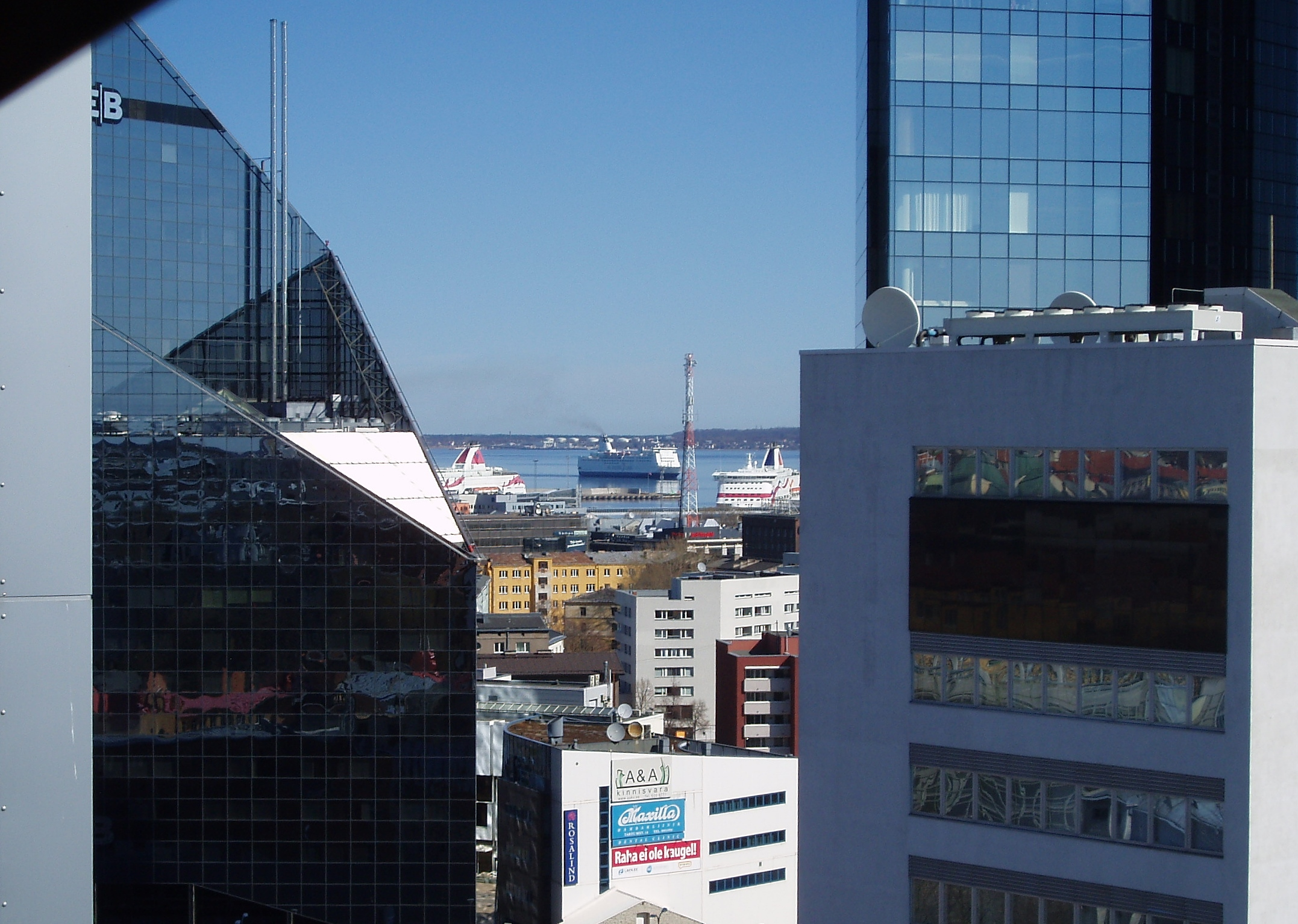
Прибытие в Таллин 24 апреля 2011 года
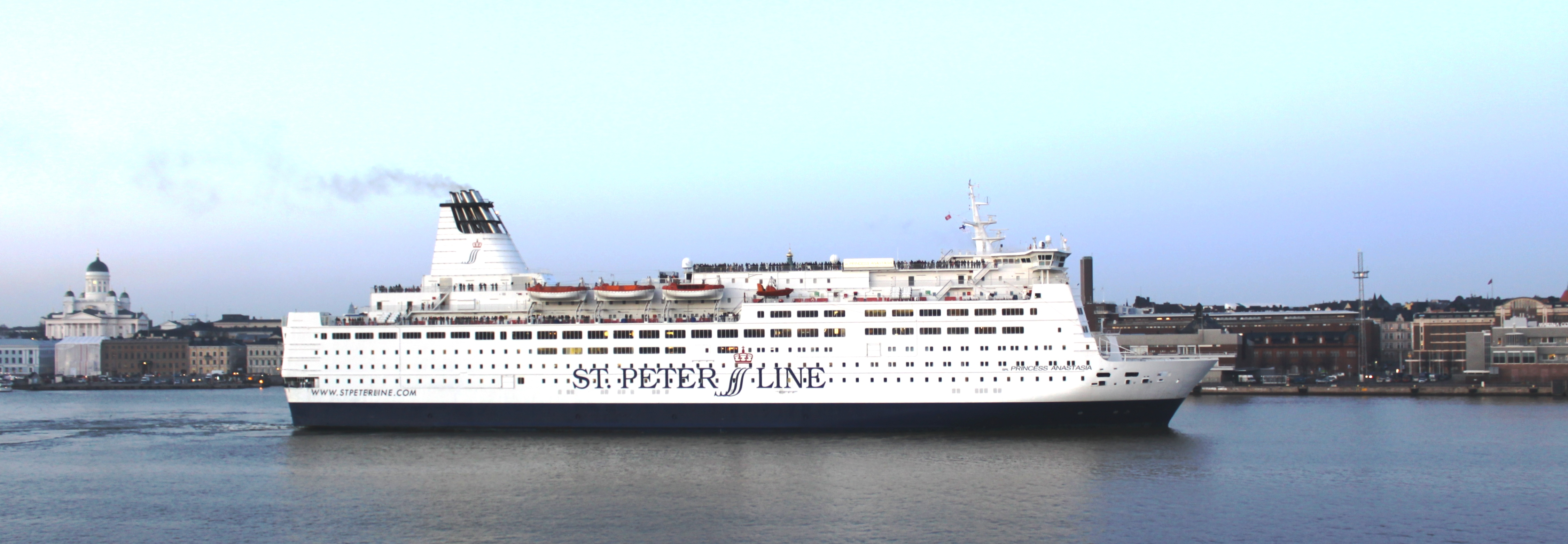
Паром MOBY SPL Princess Anastasia в Хельсинки 5 октября 2011 года
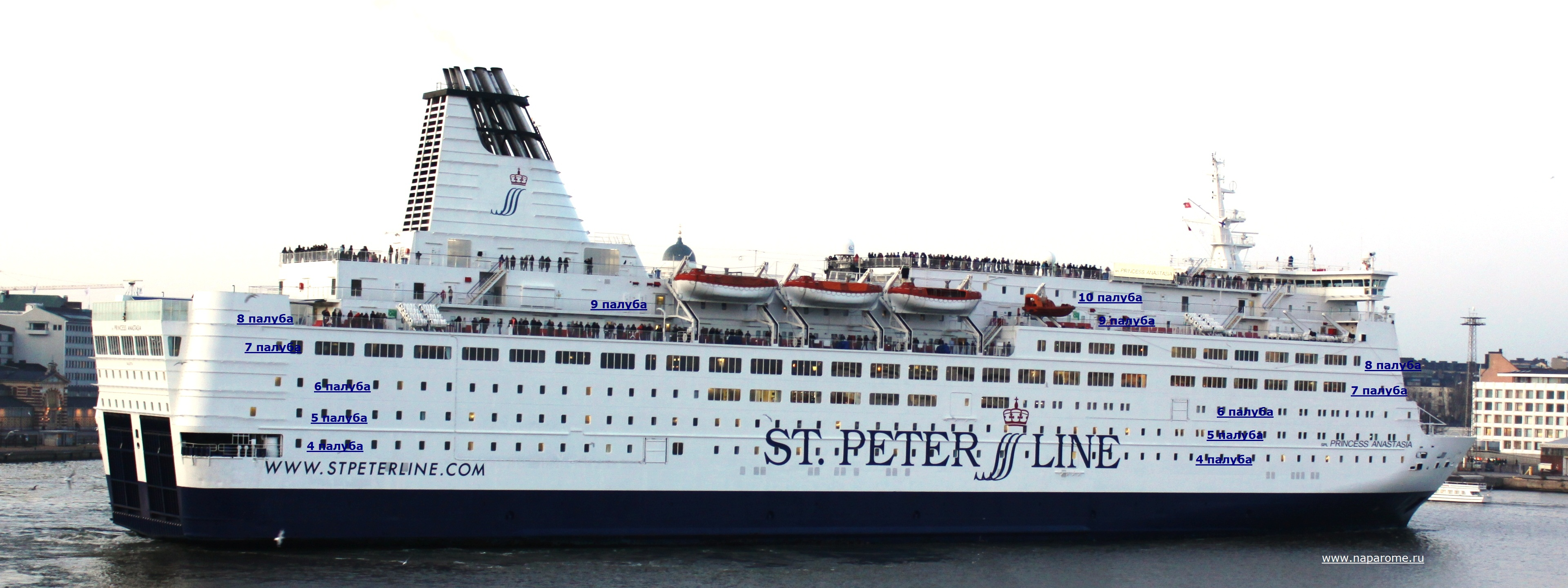
Фото парома MOBY SPL Princess Anastasia с обозначением палуб
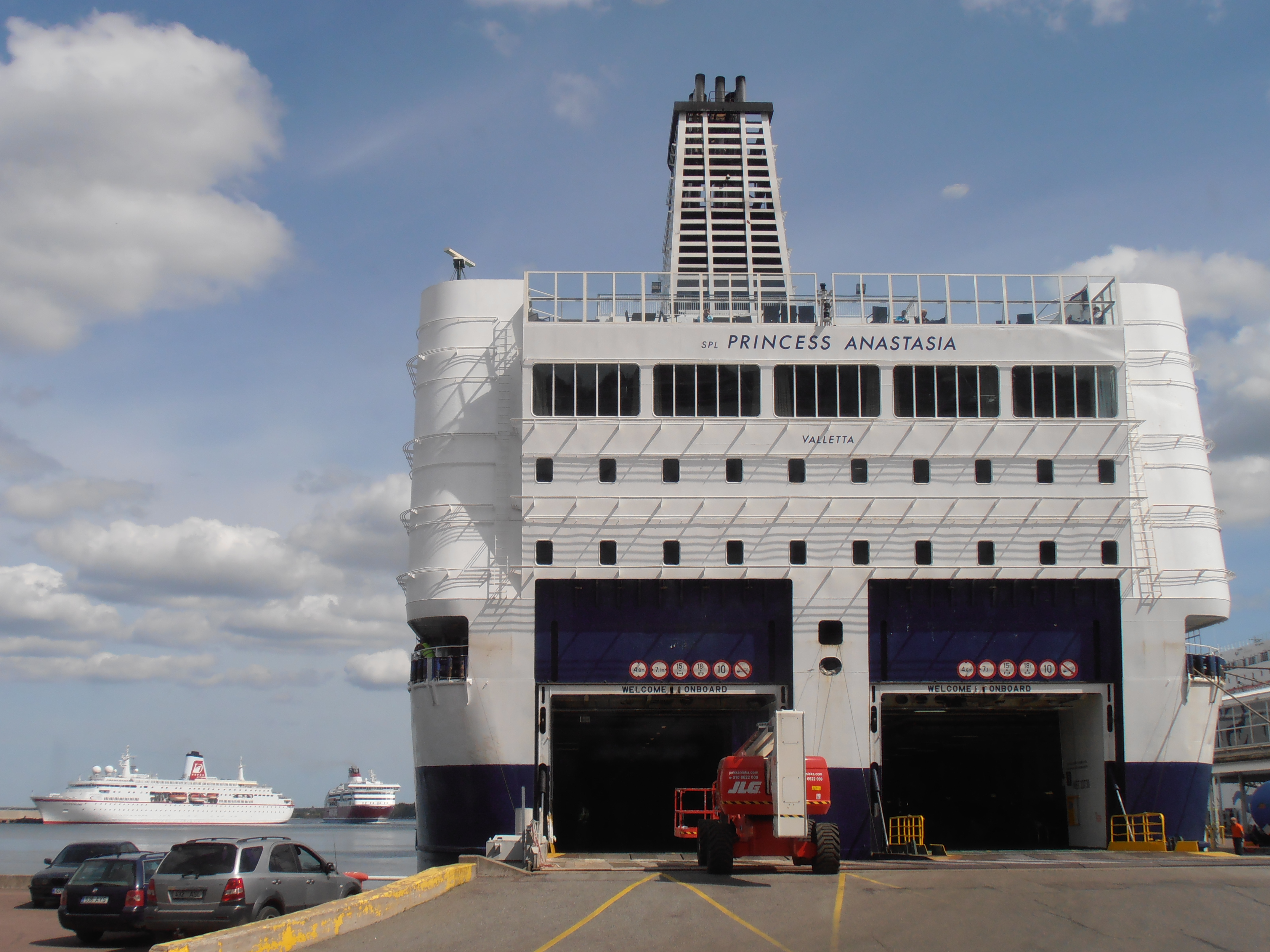
MOBY SPL Princess Anastasia в Таллине 19 мая 2012 года
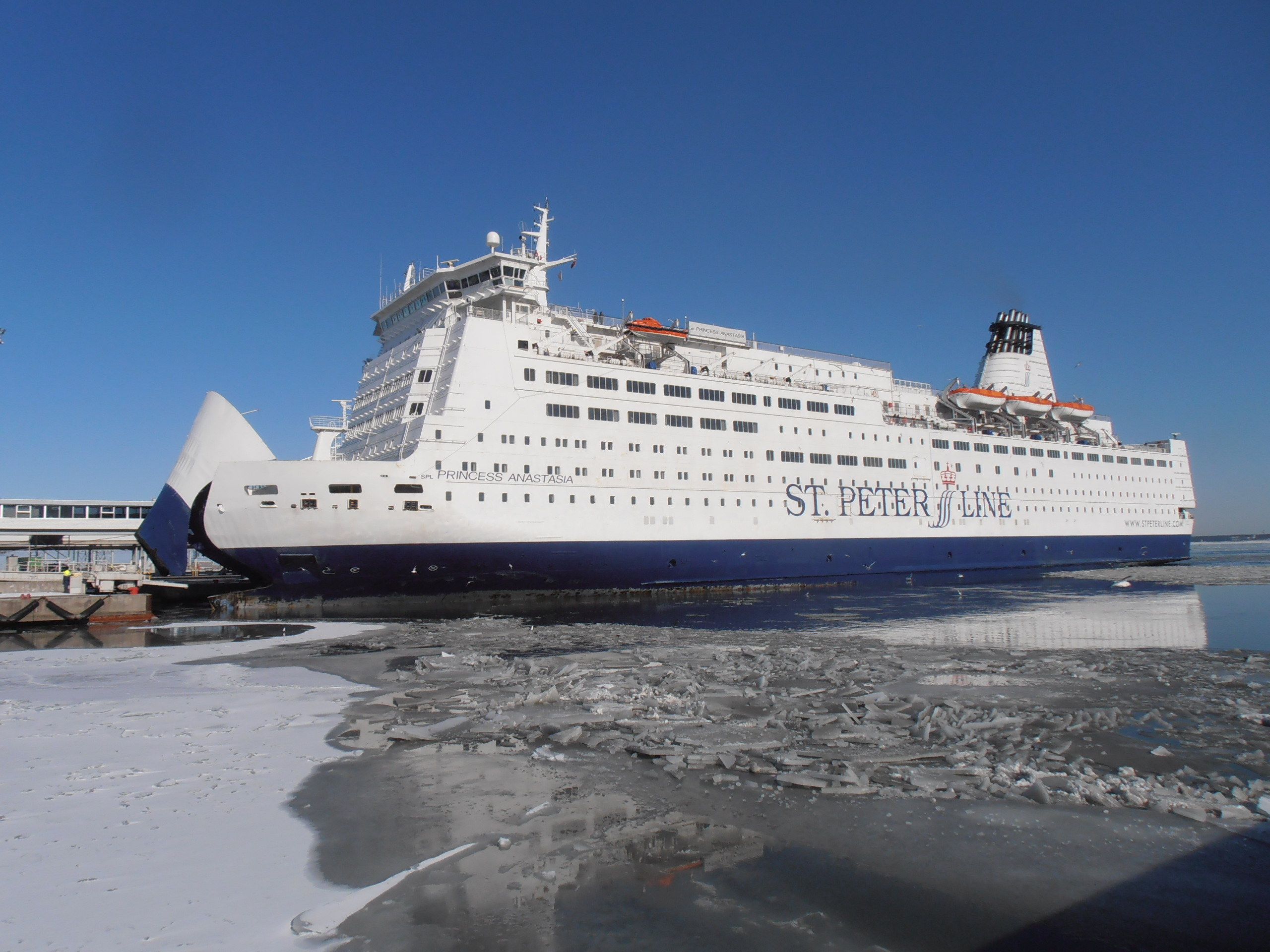
Поднятие носового визира